# Calodexia flavicornis
Calodexia flavicornis är en tvåvingeart som först beskrevs av Wulp 1890.  Calodexia flavicornis ingår i släktet Calodexia och familjen parasitflugor. Inga underarter finns listade.